# Stephen Jay Gould
Stephen Jay Gould (født 10. september 1941 i Queens, New York City, død 20. maj 2002) var en amerikansk palæontolog. Han var desuden blandt sin generations mest indflydelsesrige og læste populærvidenskabelige forfattere. 
Gould studerede ved Antioch College i hjembyen New York og blev senere doktor i palæontologi fra Columbia University. I 1973 blev han professor i evolutions- og udviklingsbiologi ved Harvard University, hvor han bl.a. specialiserede sig i udvikling og artsdannelse hos fossile landsnegle. Han var desuden tilknyttet American Museum of Natural History i New York. I sine sidste leveår underviste han i biologi og evolution ved New York University. 
Hans største bidrag til videnskaben var hans teori om afbrudte ligevægte (punctuated equilibrium), som han udviklede sammen med Niles Eldredge i 1972. Teorien hævder, at evolutionen er kendetegnet ved lange perioder af evolutionær stabilitet, som senere afbrydes punktvist af evolutionære fremskridt. Teorien var omstridt og stod i kontrast til gradualismen, der indebærer at evolutionær forandring sker gennem løbende. 
Stephen Jay Gould bidrog desuden til evolutionsteorien. Han var imod kreationisme og foreslog at videnskab og religion skulle opfattes som to særskilte felter, der ikke overlappede hinanden. 
Fra 1974 til 2001 skrev Gould 300 essays i tidsskriftet Natural History, der udgives af American Museum of Natural History. Essaysene er desuden løbende udgivet i bogform. Han modtog flere priser for sine evner til at formidle indviklede emner i et let forståeligt sprog.